# Río Desaguadero
Pour les articles homonymes, voir Desaguadero (homonymie).

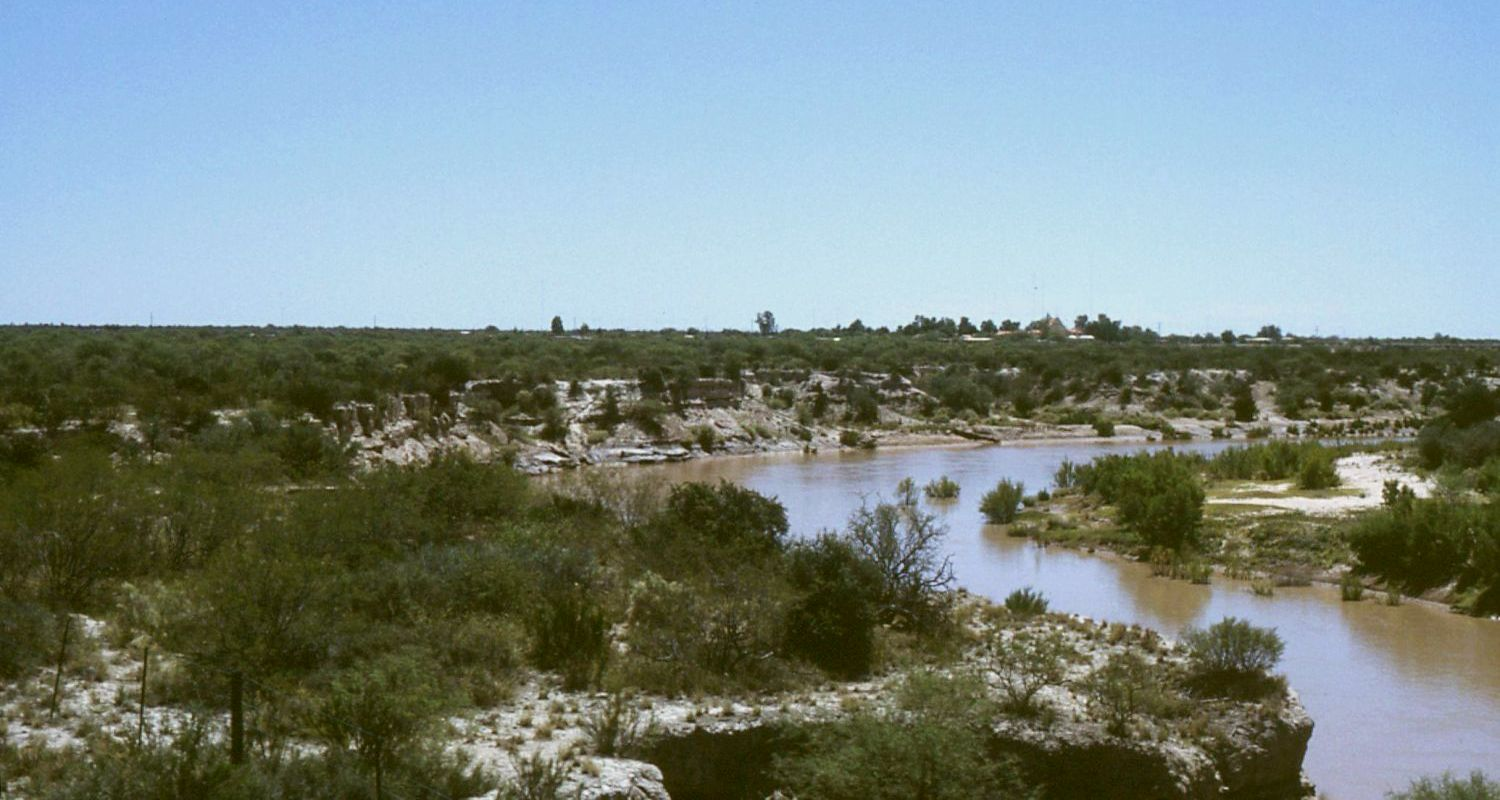
Vue du río Desaguadero près de la localité de Desaguadero

Le río Desaguadero est une rivière importante de l'ouest argentin, qui a une longueur de 1 515 kilomètres, et est dénommée de manière très diverse tout au long de son cours. Le nom de Desaguadero est accepté parce qu'il a trait à la plus grande section de la rivière. Le río Desaguadero coule dans les provinces de Mendoza, de San Luis et de La Pampa. C'est un affluent du Colorado argentin.

## Étymologie
Desaguadero, vient du mot émissaire en espagnol

## Géographie
Le bassin du río Desaguadero s'étend sur 361 835 km2.

### Cours supérieur
Il nait sur les pentes du pic du Nacimiento del Bonete, au nord-ouest de la province de La Rioja, presque aux confins de celle de Catamarca, à quelque 5 500 m d'altitude, dans la Cordillère frontale qui précède la cordillère des Andes. Dans ces régions désertes, il reçoit successivement les noms de río de Oro, río Bonete et río Jagüé, bien qu'on le connaisse surtout sous les désignations de río de Vinchina ou Bermejo. Il suit la direction sud-sud-est et parcourt l'est de la province de San Juan, où il reçoit les eaux du río Jáchal.

### Cours moyen
Lorsqu'il parvient aux limites des provinces de Mendoza, San Luis et San Juan, il pénètre dans une zone déprimée, où ses eaux forment un système lacustre appelé lagunas de Guanacache (système pratiquement asséché depuis un siècle) où conflue, venu des Andes, le río San Juan grossi du río Mendoza. Il reçoit alors le nom de Desaguadero - émissaire en espagnol - du fait de son rôle évacuateur des dites lagunes. Il forme ensuite la limite entre les provinces de Mendoza et de San Luis tout en recevant (toujours du côté occidental) les apports du río Tunuyán et du río Diamante.

### Cours inférieur
Au niveau du 36e parallèle sud, il pénètre dans le territoire de la province de La Pampa. Dans celle-ci il reçoit les eaux du río Atuel. Les débordements réguliers des deux rivières (Atuel et Desaguadero) réunies forment les étangs et marécages appelés bañados del río Atuel.
Au sud de ces Bañados et jusqu'aux lagunes Urre Lauquén et la Dulce, on l'appelle Chadileuvú ou Chadileo, vocables de la langue mapudungun qui signifient río Salado, nom espagnol également utilisé pour désigner cette section du Desaguadero.
Ayant dépassé la laguna Urre Lauquén, il reçoit son dernier nom, río Curacó (eau de pierre), il se met encore en communication avec la laguna Amarga située sur sa droite, puis parfois, si son débit est suffisant, il court vers le sud-est où bientôt il conflue avec le río Colorado, aux confins de la Patagonie.

## Hydrométrie - les débits à La Reforma
Le débit du río Desaguadero a été observé pendant 16 ans (1983-1998) à La Reforma, localité de la province de La Pampa située à quelque 150 kilomètres à vol d'oiseau avant son confluent avec la río Colorado.
À La Reforma, le débit annuel moyen ou module observé sur cette période était de 23,57 m3/s pour un bassin versant de plus ou moins 350 000 km2.
La lame d'eau écoulée dans le bassin versant de la rivière se monte ainsi à un très modeste 1,2 millimètre par an.

### Débits moyens mensuels du río Desaguadero (en m3/s) mesurés à la station hydrométrique de La Reforma
Données calculées sur 16 ans